# 월터 정
월터 정(영어: Walter Chung 월터 청[*], 본명: 정성복, 본명 한자: 鄭成福, 1904년 2월 15일~1983년 11월 11일)은 대한민국의 체육인 겸 스포츠 외교 행정가로, 한국계 미국인(한인 재미 교포 2세 출신)이다. 흔히 정월터(鄭Walter)라고도 불리었다.

## 생애
1904년 2월 15일, 미국 하와이 주 파할라에서 태어난 그는, 1932년 한인 재미 교포 2세로는 처음으로 미국 공화당 스포츠행정특보위원 겸 당무위원(미국 공화당 당원)이 되었으며 1939년에 미국 공화당 탈당 이후 제2차 세계 대전 중이던 1941년에서부터 1945년까지 미국 제7공군 사령부·미국 태평양 공군 사령부의 민간 고문관을 두루 지냈다. 그 후 1947년 미국 상·하원 의회로부터 로비 활동업자로 공식 선출되었으며, 1948년 스위스 장크트모리츠에서 개최된 동계 올림픽에 출전한 대한민국 선수단의 총무 겸 통역을 맡았다.
1950년 정범택(鄭凡澤)이라는 한국어 이름으로 대한민국 국적 취득 및 영구적 영주 귀환한 그는 1951년 경무대 중앙 비서실 장면 국무총리 직속 담당 특별 행정 고문과, 1952년 대한 올림픽 위원회 중앙위원을 지냈으며, 1955년 한국어 이름을 정성복(鄭成福)으로 개명하였고 1956년에서부터 1982년까지 IOC 총회에서 대한민국 대표로 참석했다. 1977년 8월에는, 옌자간(嚴家淦) 당시 중화민국(대만)의 총통의 초청을 받아, 타이베이(臺北)를 방문키도 했다.

## 수상과 상훈
1970년 7월에는 대한민국 정부로부터 국민훈장 모란장을 수여받았으며, 1976년 7월에는 국제 올림픽 위원회로부터 올림픽훈장 동메달을 수여받았다. 그가 죽은 이후 어언 한달여가 지난, 1983년 12월에 대한민국 정부로부터 체육훈장 청룡장을 추서받았다.

## 이외 사항
1983년 11월 11일 월터 정(Walter Chung)의 사후(死後)로부터 어언 12년 남짓이 지난 시점이었던 때인, 1995년 3월의 대한민국 문화 인물로 선정되기도 했다.